# Ravnište (Brus)
Ravnište (em cirílico: Равниште) é uma vila da Sérvia localizada no município de Brus, pertencente ao distrito de Rasina. A sua população era de 84 habitantes segundo o censo de 2011.

## Demografia
| 1948 | 1953 | 1961 | 1971 | 1981 | 1991 | 2002 | 2011 |
| ---- | ---- | ---- | ---- | ---- | ---- | ---- | ---- |
| 178  | 209  | 280  | 266  | 171  | 146  | 95   | 84   |